# David Gvantseladze
David Gvantseladze (georgià: დავით გვანცელაძე)  (Batumi, 28 de març de 1937 - Tbilisi, 1 de maig de 1984) fou un lluitador georgià, especialista en lluita grecoromana, que va competir sota bandera soviètica durant la dècada de 1960.
El 1964 va prendre part en els Jocs Olímpics de Tòquio, on guanyà la medalla de bronze en la competició del pes lleuger del programa de lluita grecoromana. En el seu palmarès també destaca una medalla de plata al Campionat del món de lluita.